# Raggsjö

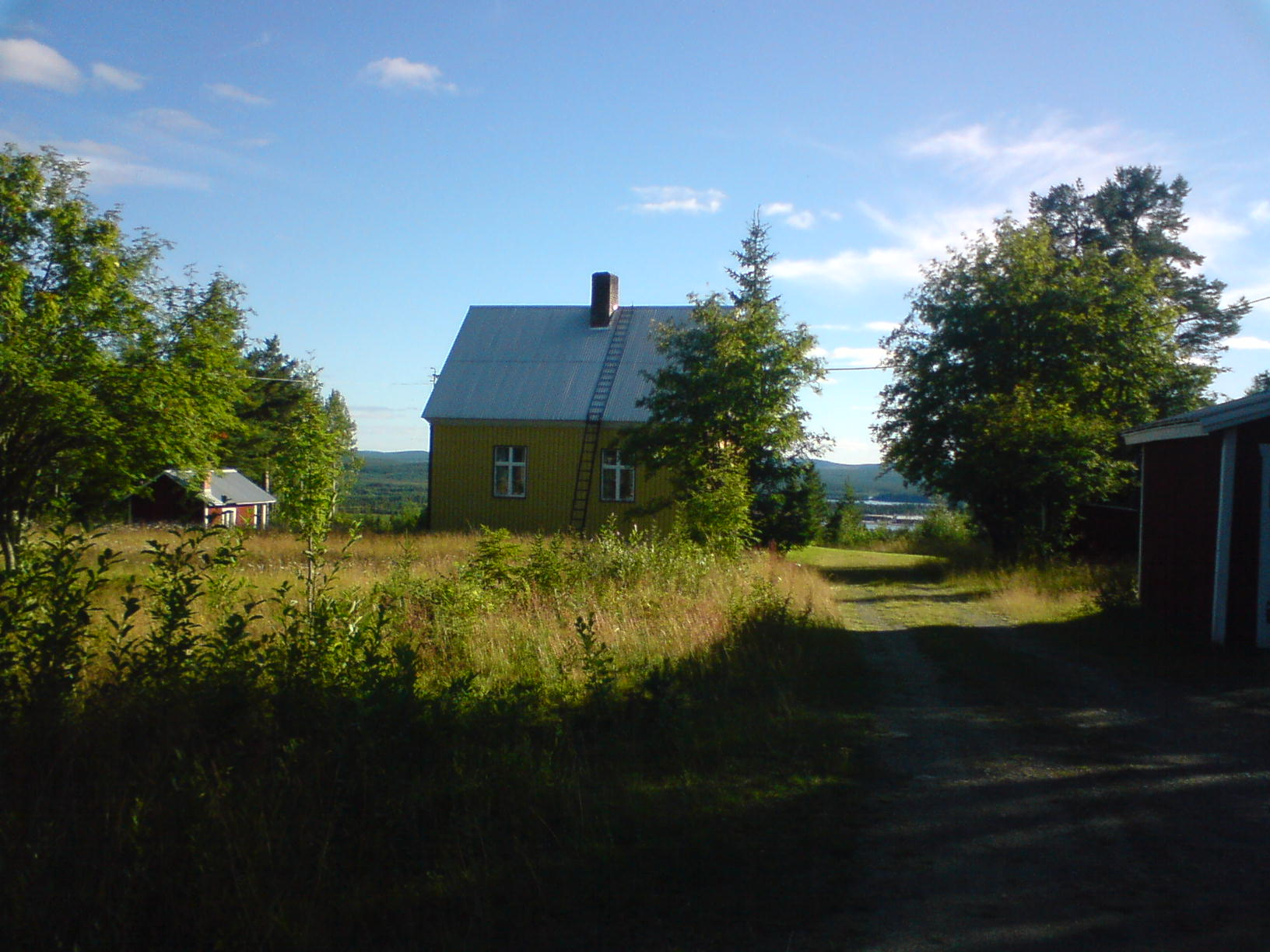
Torgny Lindgrens barndomshem, Raggsjö

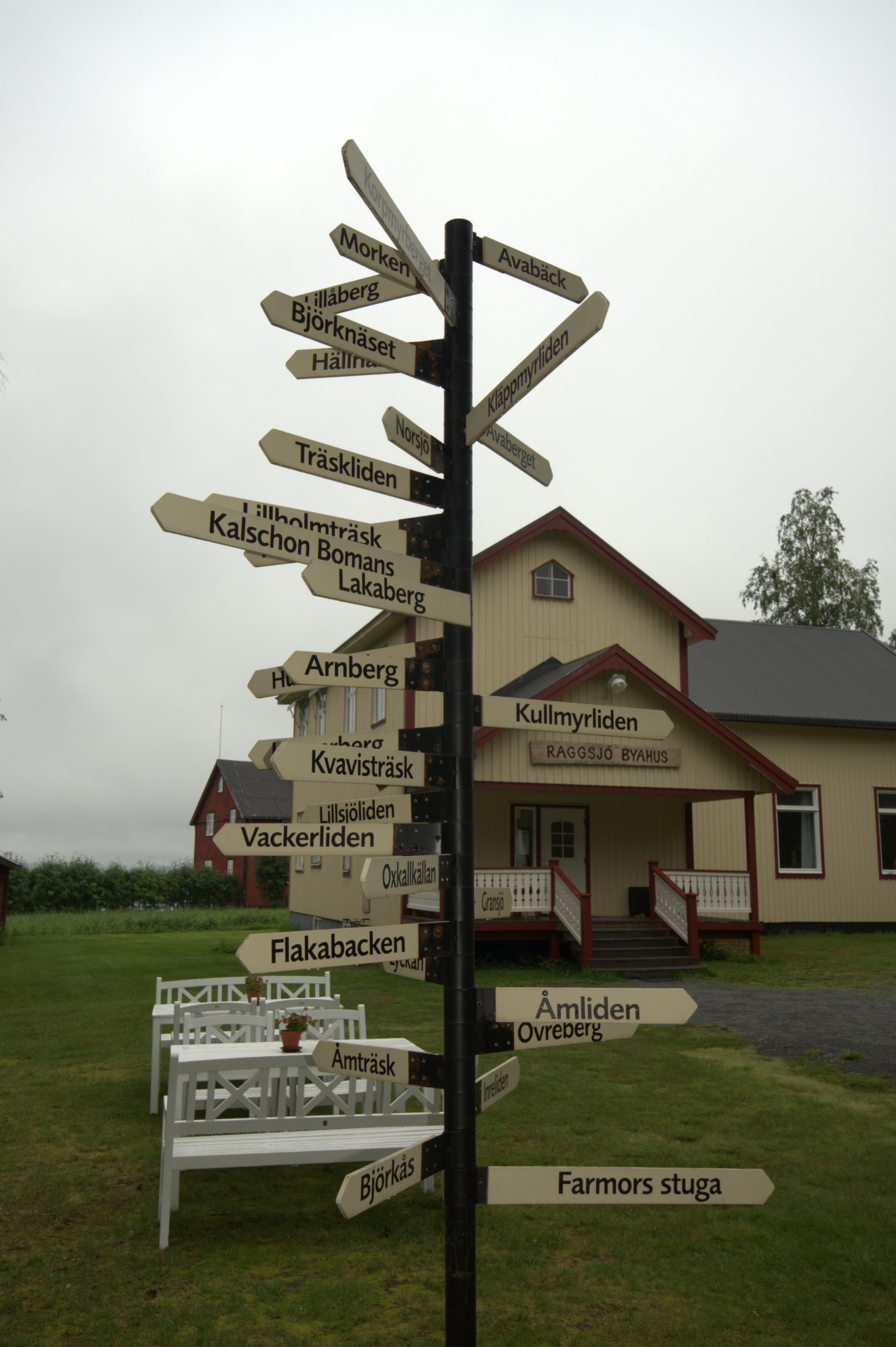
Raggsjö Byahus (2015). Skylten pekar mot verkliga och fiktiva platser i Torgny Lindgrens berättelser. I den gamla missionssalen i byahuset finns en utställning om Lindgren och hans litterära landskap.

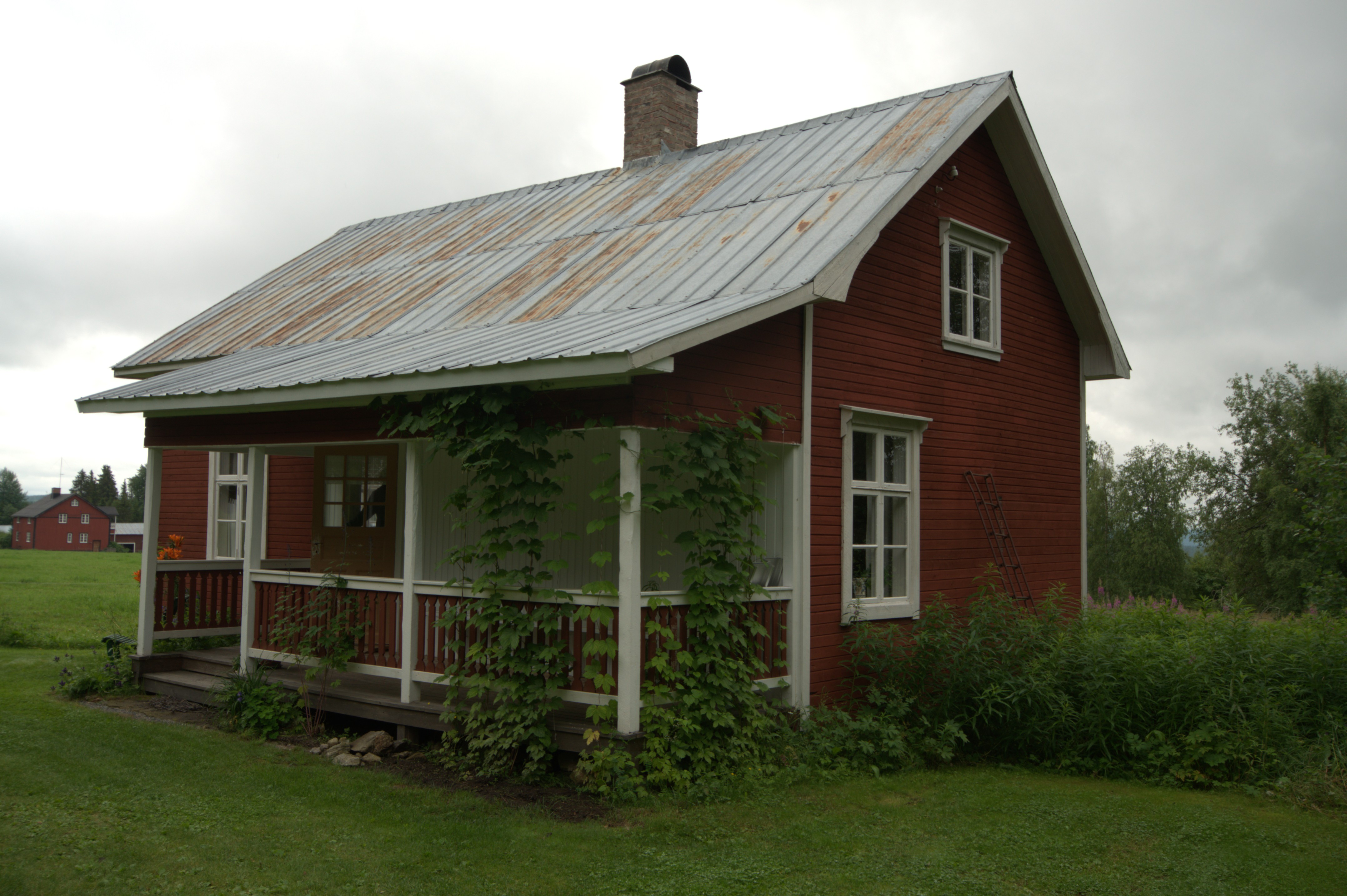
Lindgrens farmors hus (2015). Här besökte författaren sin farmor under barndomen. Huset ligger några hundra meter från byahuset och det finns möjlighet att besöka det.

Raggsjö är en ort i Norsjö kommun 15 kilometer väster om Norsjö och består av en handfull hus.

## Historia
Raggsjö grundades 1773 av Olof Jonsson-Norberg, född 1754. 
Raggsjö missionsförsamling som bildades 1928, byggde en kyrka i Raggsjö. 1990 överläts Raggsjö missionshus som gåva till Raggsjö byaförening och huset nyttjas nu som samlingslokal. 
Raggsjö skola byggdes 1940. Fram till dess hade skolundervisningen bedrivits i olika hem i byn. Sista elevkullen gick ut våren 1966, därefter bussades eleverna till Norsjövallens skola. Raggsjös skola är numera riven. 

## Personer från byn
Författaren och akademiledamoten Torgny Lindgren var född och uppvuxen i byn. Han utbildade sig till lärare och hann undervisa i sin gamla skola innan den lades ner. Uppväxtmiljön, både den starka frireligiositeten och den höga förekomsten av tuberkulos, färgade hans texter. 
Lindgrens barndomshem finns kvar liksom hans farmors hus där han tillbringade mycket tid som liten. I Raggsjö Byahus mitt i byn finns en utställning om Lindgrens författarskap.